# Бен-Юнес, Имед
Имед Бен-Юнес (араб. عماد بن يونس‎; род. 16 июня 1974, Сфакс) — тунисский футболист и футбольный тренер. Выступал на позиции нападающего за сборную Туниса.

## Клубная карьера
Начинал свою карьеру футболиста в тунисском клубе «Сфакс Рейлвейз» из своего родного города. В 1995 году перешёл в «Этуаль дю Сахель», с которым в 1996 году выиграл Кубок Туниса, а в 1997 году — чемпионат страны. В 1998 году вернулся в родной Сфакс, став игроком сильнейшей местной команды «Сфаксьен». Там он провёл четыре года, сезон 2002/03 форвард отыграл за катарскую «Аль-Вакру». Затем Бен-Юнес вернулся в Тунис, перейдя в стан «Эсперанса».

## Карьера в сборной
Играл за сборную Туниса на Кубке африканских наций 1996 года в ЮАР, где провёл за неё два матча: группового этапа с Ганой и Кот-д’Ивуаром. Забивал в обеих играх, при этом в поединке с ивуарийцами сделал дубль. Бен-Юнес сыграл в двух матчах футбольного турнира летних Олимпийских играх 1996 в США: группового этапа с Португалией и Аргентиной.
Имед Бен-Юнес был включён в состав сборной Туниса на чемпионат мира по футболу 1998 года во Франции, где выходил на замену во всех трёх играх своей команды на турнире: с Англией, Колумбией и Румынией.

## Достижения
«Этуаль дю Сахель»
- Чемпион Туниса (1): 1996/97
- Обладатель Кубка Туниса (1): 1995/96

 «Эсперанс»
- Чемпион Туниса (1): 2003/04